# Gare de Niel
La gare de Niel est une gare ferroviaire belge de la ligne 52, de Termonde à Anvers-Sud, située sur la commune de Niel, en Région flamande dans la province d'Anvers.
Mise en service en 1879 par les Chemins de fer de l'État belge, c’est une halte ferroviaire de la Société nationale des chemins de fer belges (SNCB), desservie par des trains Suburbains (S32).

## Histoire
La gare de Niel est mise en service le 20 juillet 1879 par l’Administration des chemins de fer de l’État belge le jour de la mise en service de la section de Hoboken à Boom de la ligne 52.
Le premier bâtiment des recettes construit par l’État belge, appartient à la famille des gares de plan type 1873. En 1981, la SNCB le remplaça par un second bâtiment, sans toutefois démolir l'ancien.
L'ancien bâtiment est devenu un café-restaurant "D’ a Statie" tandis que le nouveau a été réaffecté en crèche après la fermeture des guichets le 23 mai 1993.
En 1980, la SNCB ferme la section de ligne de Boom à Puurs et Termonde mais électrifie la section Anvers-Boom.
Toutefois, la gare de Niel, comme toutes les gares intermédiaires situées entre Anvers-Sud et Boom ferme déjà en 1984. Les trains vers Boom sont sans arrêt et des bus les remplacent pour la desserte des petites gares.
En 1988, la SNCB rouvre la gare de Niel et, en 1998, les trains peuvent à nouveau rouler jusque Puurs. Toutefois, la SNCB supprime les guichets de la gare de Niel à partir du 23 mai 1993.
En 2010, les quais sont surhaussés et leur équipement est renouvelé.
À partir du premier trimestre de l’année 2018, la desserte de la gare, qui n'était que d'un train L par heure renforcé par quelques trains P, passe à deux trains L par heure et à partir du second trimestre de 2018, les trains L sont rebaptisés (S32).

## Service des voyageurs

### Accueil
Halte SNCB, c'est un point d'arrêt non géré (PANG) à accès libre. Elle est équipée d'un automate pour l'achat de titres de transport.
Le passage d'un quai à l'autre et la traversée des voies s'effectuent par le passage à niveau routier situé à proximité.

### Desserte
Niel est desservie par des trains Suburbains (S32) circulant sur la ligne commerciale 52 (voir brochure SNCB).
En semaine, la desserte est de deux trains S32 par heure : les premiers reliant Puurs à Essen, via Anvers-Central ; les seconds étant prolongés entre Essen et Roosendael aux Pays-Bas.
Les week-ends et jours fériés, Niel est uniquement desservie une fois par heure par des trains S32 de Puurs à Roosendael.

### Intermodalité
Un abri à vélos ainsi que plusieurs places de parking sont aménagées le long des bâtiments de gare.

## Comptage voyageurs
Ce graphique et tableau montre le nombre de voyageurs embarquant en moyenne durant la semaine, le samedi et le dimanche.
| Nombre de passagers qui embarquent à la gare de Niel | Nombre de passagers qui embarquent à la gare de Niel | Nombre de passagers qui embarquent à la gare de Niel | Nombre de passagers qui embarquent à la gare de Niel |
|                                                      | Semaine                                              | Samedi                                               | Dimanche                                             |
| ---------------------------------------------------- | ---------------------------------------------------- | ---------------------------------------------------- | ---------------------------------------------------- |
| 1977                                                 | 184                                                  | 47                                                   | -                                                    |
| 1978                                                 | 171                                                  | 41                                                   | -                                                    |
| 1979                                                 | 173                                                  | 46                                                   | -                                                    |
| 1980                                                 | 185                                                  | 56                                                   | 51                                                   |
| 1981                                                 | 204                                                  | 85                                                   | 70                                                   |
| 1982                                                 | 275                                                  | 64                                                   | -                                                    |
| 1983                                                 | 268                                                  | 50                                                   | -                                                    |
| 1984                                                 | -                                                    | -                                                    | -                                                    |
| 1985                                                 | -                                                    | -                                                    | -                                                    |
| 1986                                                 | -                                                    | -                                                    | -                                                    |
| 1987                                                 | -                                                    | -                                                    | -                                                    |
| 1988                                                 | 72                                                   | -                                                    | -                                                    |
| 1989                                                 | 63                                                   | -                                                    | -                                                    |
| 1990                                                 | 61                                                   | -                                                    | -                                                    |
| 1991                                                 | 69                                                   | -                                                    | -                                                    |
| 1992                                                 | 63                                                   | -                                                    | -                                                    |
| 1993                                                 | 67                                                   | -                                                    | -                                                    |
| 1994                                                 | 78                                                   | -                                                    | -                                                    |
| 1995                                                 | 68                                                   | -                                                    | -                                                    |
| 1996                                                 | 94                                                   | -                                                    | -                                                    |
| 1997                                                 | 108                                                  | -                                                    | -                                                    |
| 1998                                                 | 114                                                  | -                                                    | -                                                    |
| 1999                                                 | 97                                                   | -                                                    | -                                                    |
| 2000                                                 | 121                                                  | -                                                    | -                                                    |
| 2001                                                 | 126                                                  | -                                                    | -                                                    |
| 2002                                                 | 88                                                   | -                                                    | -                                                    |
| 2003                                                 | 142                                                  | -                                                    | -                                                    |
| 2004                                                 | 162                                                  | -                                                    | -                                                    |
| 2005                                                 | 105                                                  | -                                                    | -                                                    |
| 2006                                                 | 129                                                  | -                                                    | -                                                    |
| 2007                                                 | 104                                                  | -                                                    | -                                                    |
| 2008                                                 | -                                                    | -                                                    | -                                                    |
| 2009                                                 | 126                                                  | -                                                    | -                                                    |
| 2010                                                 | -                                                    | -                                                    | -                                                    |
| 2011                                                 | -                                                    | -                                                    | -                                                    |
| 2012                                                 | 173                                                  | -                                                    | -                                                    |
| 2013                                                 | 164                                                  | -                                                    | -                                                    |
| 2014                                                 | 165                                                  | -                                                    | -                                                    |
| 2015                                                 | 174                                                  | -                                                    | -                                                    |
| 2016                                                 | 169                                                  | -                                                    | -                                                    |
| 2017                                                 | 213                                                  | -                                                    | -                                                    |
| 2018                                                 | 208                                                  | 118                                                  | 97                                                   |
| 2019                                                 | 285                                                  | 51                                                   | 50                                                   |
| 2020                                                 | 188                                                  | 113                                                  | 94                                                   |
| 2021                                                 | -                                                    | -                                                    | -                                                    |
| 2022                                                 | 322                                                  | 109                                                  | 111                                                  |
| 2023                                                 | 394                                                  | 157                                                  | 140                                                  |
| 2024                                                 | 413                                                  | 176                                                  | 117                                                  |

## Galerie de photographies

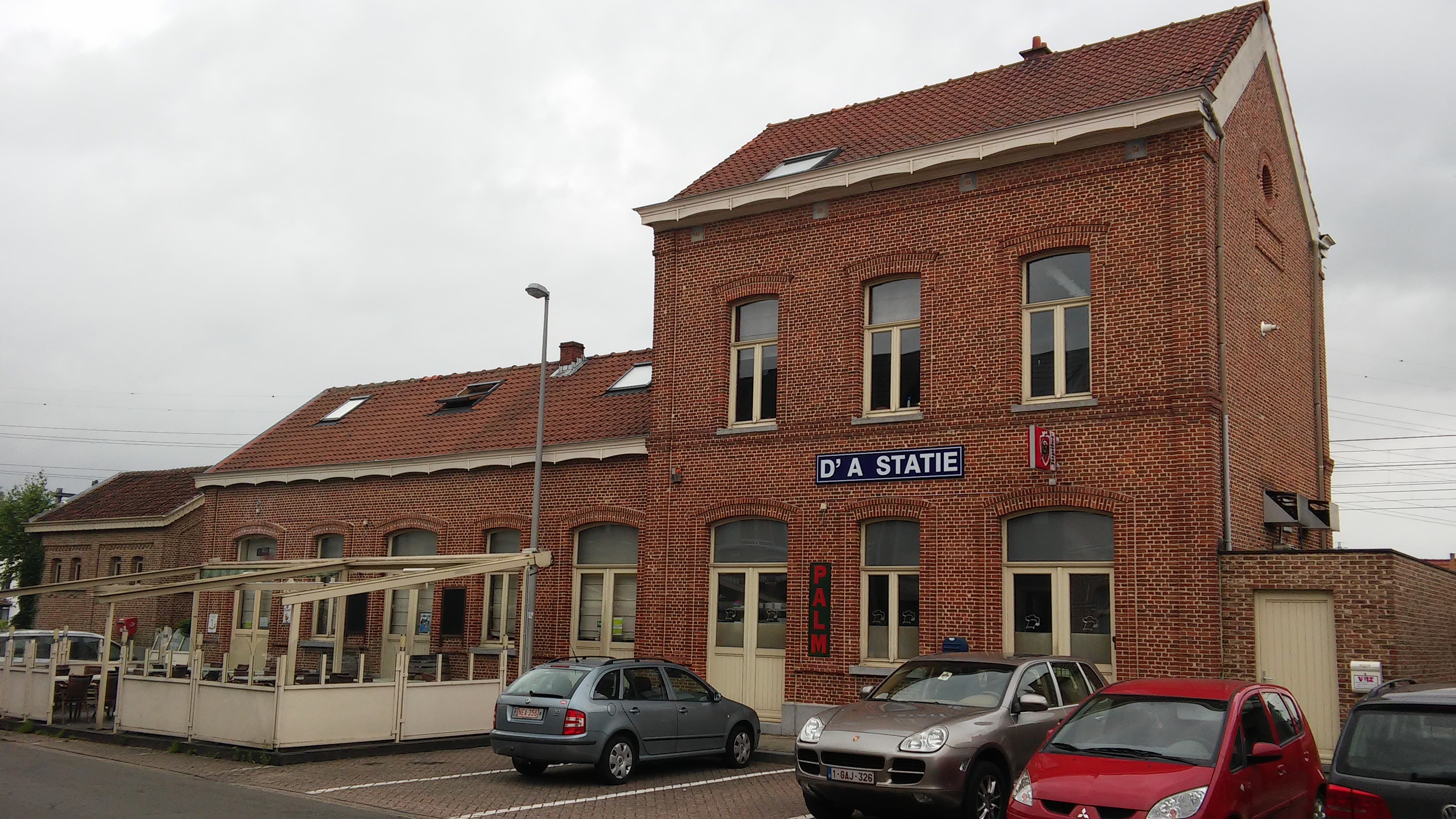
Bâtiment d'origine.
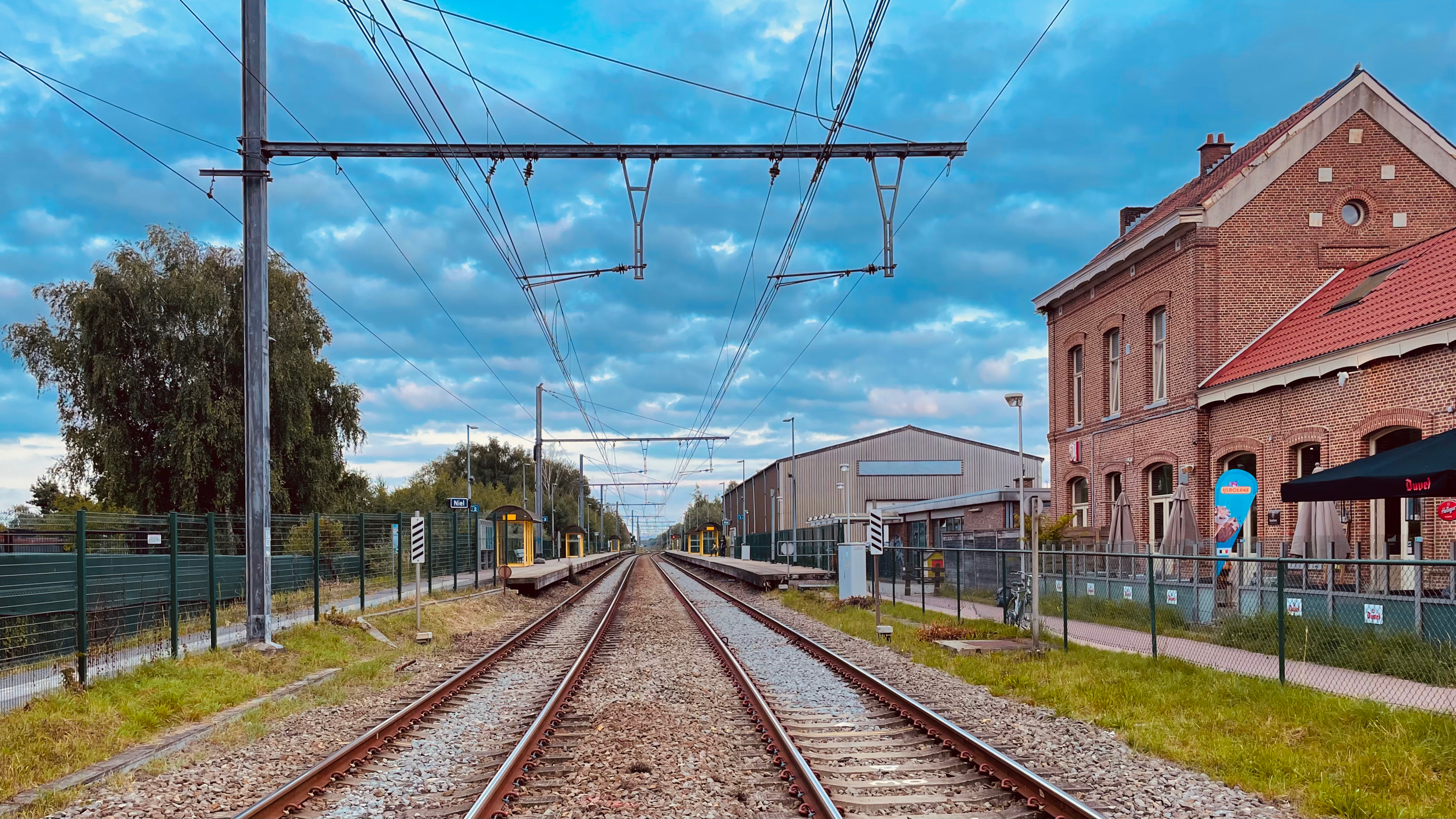
Nouveaux quais.
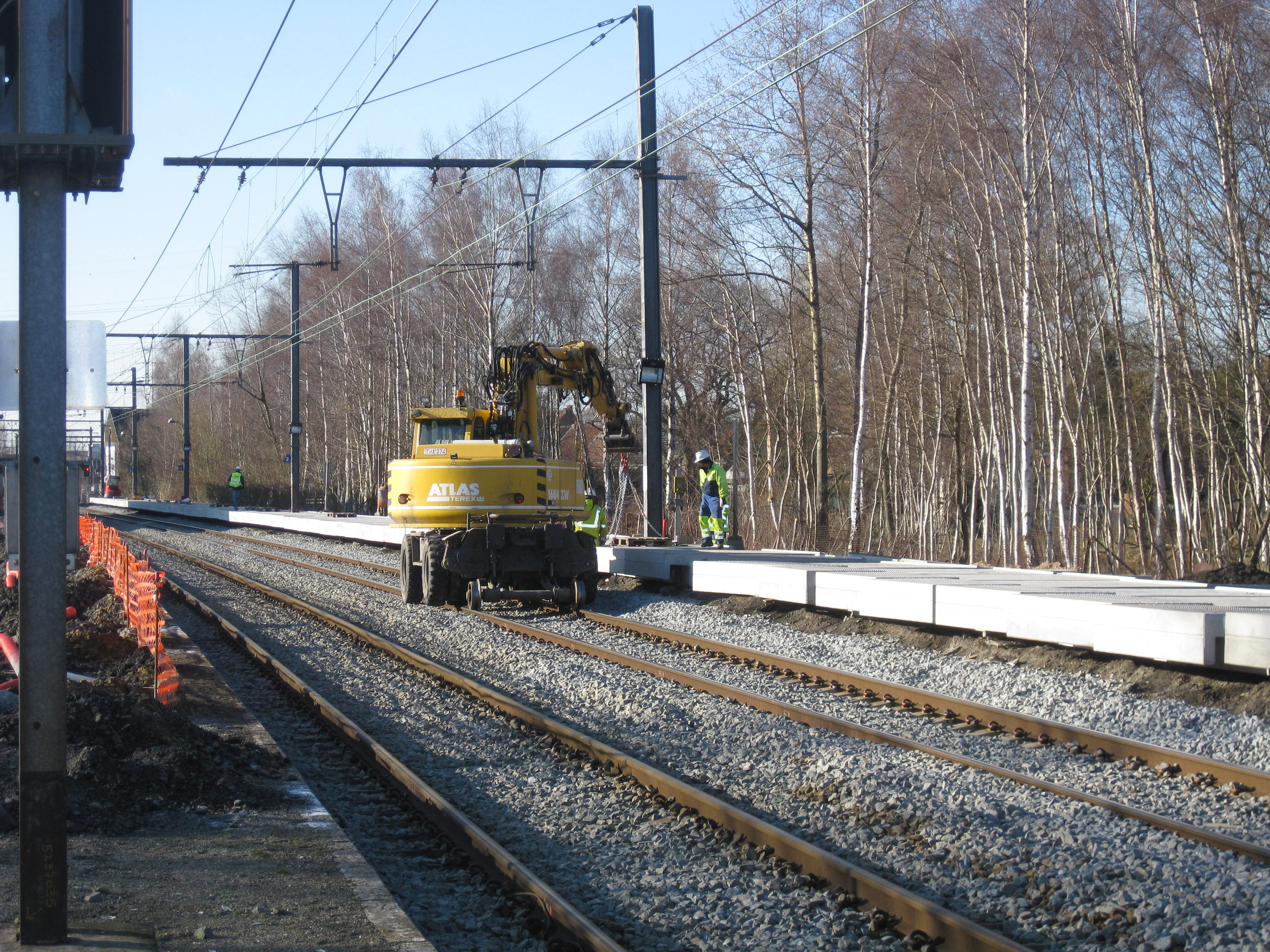
Travaux de renouvellement des quais.
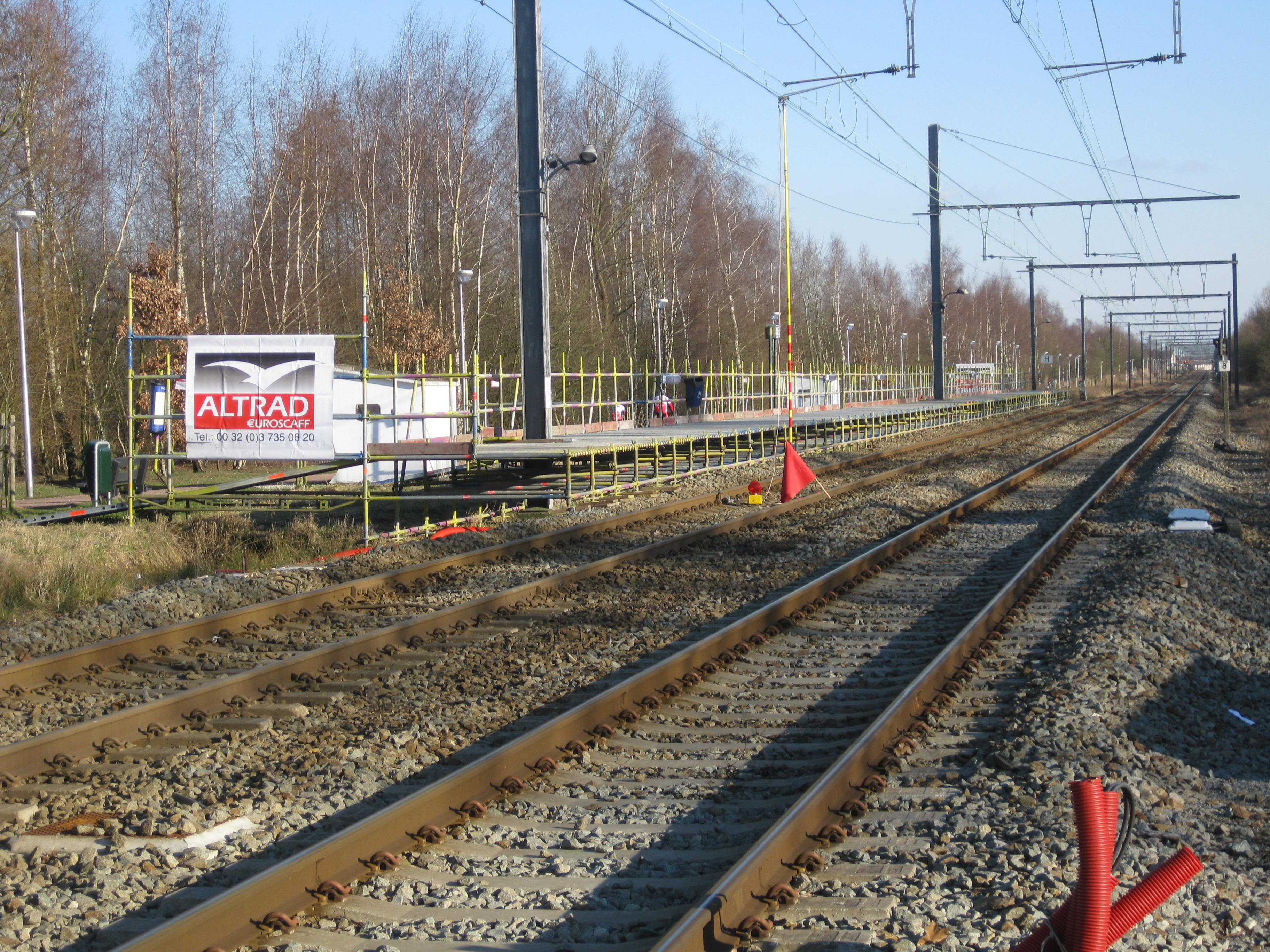
Quai provisoire pendant les travaux.